# Lennart Nordenfelt
Lennart Nordenfelt, född 1945, är en svensk seniorprofessor i hälso- och sjukvårdens teori och etik.

## Biografi
Nordenfelt blev år 1987 professor i hälso- och sjukvårdens teori och etik vid den tvärvetenskapliga temainstiturionen på Linköpings universitet. Han är sedan 2012 seniorprofessor vid Ersta Sköndal Bräcke högskola. 
Nordenfelt har intresserat sig för gränsen mellan det sjuka och det friska, och gett bidrag till filosofisk handlingsteori och medicinens och hälsovårdens teori, särskilt hälso- och välfärdsteori. Hans hälsoteori baseras på begrepp som är centrala i handlingsteorin. Hälsobegreppet definieras i hans teori i termer av en persons förmåga att förverkliga sina vitala mål. Inom den medicinska etiken har Nordenfelt särskilt fokuserat på idén om mänsklig värdighet och han har konstruerat en modell för analysen av olika värdighetsbegrepp.

## Utmärkelser
- 1995 – Festskrift tillägnad Lennart Nordenfelt: Liss Per-Erik, Petersson Bo fil. dr. i filosofi, red (1995). Hälsosamma tankar: 11 filosofiska uppsatser tillägnade Lennart Nordenfelt. Nora: Nya Doxa. Libris 7770034. ISBN 9188248763